# 서민체험
서민체험(庶民體驗)이란 부유한 사람들이 서민 특유의 문화와는 관계 없는 삶을 살다 서민의 삶에 도전하거나 접해보는 것을 말한다.
만수르가 하루에 10억을 쓰고 '서민의 삶은 힘들구나'라는 소감을 남기는가 하면, 황교안이 떡볶이를 어떻게 먹는지 몰라 쩔쩔매거나, 이낙연이 지하철 교통카드 사용법을 몰라 허둥대는 등 정치인들이 표를 모으기 위해 친서민적 행보에 나섰다가 낭패를 보기도 한다. 한편 박원순의 옥탑방 살이 수발에 공무원 십수 명이 동원되는 등 진실성이 결여된 경우 “시민 체험은 직접 밥도 해먹고 하는 게 서민체험 아니냐”는 비판을 빚기도 한다.
윤은혜가 10년 만에 대중교통을 이용한다는 글을 남겼다가 서민체험 논란이 생겨나는 등, 맥락 상 무관한 경우에도 휘말리기도 한다.